# František Pištěk
František de Paula Pištěk (polacco: Franciszek de Paula Pisztek; Sedlec-Prčice, 6 aprile 1786 – Leopoli, 1º febbraio 1846) è stato un arcivescovo cattolico ceco.

## Biografia
František de Paula Pištěk proveniva da una famiglia di agricoltori di Prčice. Dopo la laurea studiò filosofia e teologia cattolica a Praga e fu ordinato sacerdote il 21 agosto 1808. Nella diocesi di Litoměřice fu prima cappellano a Smolnice e poi parroco a Panenský Týnec. Nel 1817 divenne preside a Přeštice. Nel 1823 ricevette la nomina di canonico della cattedrale di San Vito. Un anno dopo diventò decano del capitolo di Stará Boleslav. Il 27 settembre 1824 fu nominato da papa Leone XII vescovo ausiliare di Praga e allo stesso tempo vescovo titolare di Azoto. Ricevette la consacrazione episcopale il 14 novembre 1824 dall'arcivescovo di Praga Václav Leopold Chlumčanský.
Il 24 febbraio 1832 fu nominato vescovo di Tarnów. Durante il suo breve episcopato cercò di riorganizzare la diocesi, promosse l'educazione sacerdotale, si dedicò alla decorazione della cattedrale e rinnovò il palazzo vescovile. Il 24 luglio 1835 fu nominato arcivescovo di Leopoli dall'imperatore Ferdinando I. Papa Gregorio XVI confermò la nomina il 1º febbraio 1836. Si dimostrò un mecenate verso la sua città natale, Prčice, e nel 1843 fondò un monastero delle Suore della Misericordia, con una casa per poveri e un ospedale, che fu consacrato nel 1845. Un anno dopo morì all'età di 60 anni. Il suo corpo fu sepolto nella cripta della cattedrale di Leopoli.

## Genealogia episcopale e successione apostolica
La genealogia episcopale è:
- Cardinale Scipione Rebiba
- Cardinale Giulio Antonio Santori
- Cardinale Girolamo Bernerio, O.P.
- Arcivescovo Galeazzo Sanvitale
- Cardinale Ludovico Ludovisi
- Cardinale Luigi Caetani
- Cardinale Ulderico Carpegna
- Cardinale Paluzzo Paluzzi Altieri degli Albertoni
- Papa Benedetto XIII
- Papa Benedetto XIV
- Papa Clemente XIII
- Arcivescovo Cesare Alberico Lucini
- Arcivescovo Maximilian Friedrich von Königsegg-Rothenfels
- Arcivescovo Wilhelm Florentin von Salm-Salm
- Arcivescovo Václav Leopold Chlumčanský
- Arcivescovo Franciszek Pisztek

La successione apostolica è:
- Vescovo Franciszek Ksawery Zachariasiewicz (1836)